# ヒカルド (キン肉マンII世)
ヒカルドは、ゆでたまごの漫画『キン肉マンII世』に登場する架空の人物。
アニメ版の声優は森川智之。

## 主な特徴
初登場は、復活超人オリンピック ザ・レザレクション編「超人オリンピック、開始!!」。超人未開の地ブラジル出身の超人。d.M.p（デーモン・メイキング・プラント）の悪行超人でありながら両親の判断でブラジルの正義超人パシャンゴに預けられ、育てられたという経歴を持つ。正義超人として育てられてきたため、師の教えである「正義超人は最後にリングに残るもの」という考えを信じている。普段は「関節技（サブミッション）アーティスト」と呼ばれる姿だが、体を覆うオーバーボディが破れると真の姿「暗黒の主（ロード・オブ・ダークネス）」バージョンになり、血を見ると相手を血祭りに上げないと気がすまないという多重人格超人であり、ヒカルド本人はそれに苦悩している。
ファイトスタイルは関節技と寝技を得意とし、「関節技アーティスト」状態でも相手を挑発し、いたぶるかのようなファイトを見せている。また「鋼鉄の首（アイアン・ネック）」と呼ばれるほど、首を鍛錬しており落下技の衝撃を抑えられる。
笑い声は、「クケケケ〜（関節技アーティスト・バージョン時）」、「フィギュ〜、フィギュ〜（暗黒の主・バージョン時）」の2種類ある。
作者のゆでたまごは、「超人オリンピックといえば正義超人の祭典というイメージがあったため、そこに悪行超人が混ざるのは面白いかな」と思って作り、当初はヒカルドが決勝戦に上がってくる可能性もあったと述べている。

## 経歴

### 生い立ち
d.M.pのアジトにて悪行超人として産まれたヒカルドは、正義超人の技術も必要と感じた両親の手によりオーバーボディを着せられ、寝技と関節技のスペシャリスト・パシャンゴのもとに預けられる。幼いヒカルドはアジトに戻りたい一心で、寝技と関節技の修行に打ち込んだ。その内にヒカルドは関節技の面白さに目覚め、自分の目的を忘れていた。その15年後、d.M.pのアジトが壊滅し、自分が悪行超人であることを思い出し、両親の死亡を悟ったヒカルドだったが、正義超人として育ったため涙を流すことができなかった。
また同じ時期に、スパーリング中、ヒカルドの本性を悪行超人と見抜いたパシャンゴはヒカルドを征伐しようとするが、血を見たヒカルドはパシャンゴを殺害してしまい、気付いたヒカルドは医者（メディコ）を呼ぶように叫んでいた。

### 超人オリンピック出場
アジト崩壊から一年後、日本にて超人オリンピック ザ・レザレクションが開催される。ヒカルドはブラジル代表予選を勝ち抜き、ブラジル代表の権利を得る。日本に向かう際は、列車の天井に寝転んでいる様子が描かれている。
ヒカルドは予選を突破し1回戦Bブロック第1試合に選抜、アメリカ代表のザ・摩天楼と対戦。この時、デパートの屋上という人気のない会場に不平を漏らすキン肉万太郎に対し、「瑣末なこと」と答えている。試合は一時は摩天楼の優勢となるものの、摩天楼の戦術を見抜き逆転。相手を頭から叩きつける得意技「ハイクレイパー・ボム」も自分の首で無効化し、難なく勝利を収めた。このとき、オーバーボディの仮面が剥がれ、正体を示唆している。
2回戦ではジェイドと対戦。オーバーボディを剥がされ、自分の出身は悪行超人であることと生い立ちを明かす。ジェイドに両親への愛情のなさを指摘されるも、自分があくまで正義超人であると主張。さらには声援やブロッケンJr.のセコンドを受け立ち上がるジェイドを挑発し、ジェイドを困惑させる。止めのトーチャースラッシュのモーション中にジェイドは意識を失いジェイド陣営はタオルを投入。一度は空中で技を停止したヒカルドだったが、落下を再開。ジェイドに重傷を負わせる。タオル投入が技の発動中であったこととヒカルド自身の「停められなかった」という証言が大会運営委員長に採用され、判定で勝利する。
準決勝ではリング中央に鋭い剣が無数に付いてあるX字型の置物パニッシュメントXが設置された特設リングで万太郎と対戦。ヒカルドはジェイドに重傷を負わせた負い目から、オーバーボディを着用し入場。パニッシュメントXにも万太郎を避けさせるなど、フェアなファイトを行うが、ヒカルドの同門の弟子たちの証言により、パシャンゴを殺害したことが明かされる。最後は火事場のクソ力を発揮させた万太郎のマッスル・ミレミアムを受けて敗北。薄れ行く意識の中、両親の幻影から悪の道に目覚め、その後は行方不明となった。
第2回キャラクター人気投票では第7位、第3回キャラクター人気投票では第14位、第4回キャラクター人気投票では第13位にランク入りしている。

## 主要対戦成績
- ○ドラグ・スレイプ
- ○ザ・摩天楼（トーチャースラッシュ）
- ○ジェイド（トーチャースラッシュ）
- ×キン肉万太郎（マッスル・ミレニアム）

## 得意技
トーチャースラッシュ
『週刊プレイボーイ』連載時の初出は「トーチャー・ストレッチ」。空中でダブルアーム・スープレックスを途中で止め、両足を固めマットに落下し相手の股と背中を破壊する。なお着地する際、威力を殺さないよう首を伸ばしたまま落下する。
ズッファーラ
両足で相手の両手を踏み、さらに足をインディアン・デスロックで極める。
アラーニャクラッチ
相手の上半身に飛び乗り、アームロックと三角絞めを極める。相手の上体を大きく逸らせ、地に自身の頭がつきそうなほどになるも、絶妙のバランス感覚で倒れることを許さず極め続ける拷問技。
ピラニアンジョー
鋭い歯で噛みつく。
ピラニアンブレス
左腕のブレスレット。取り外し可能。相手に絡めたり、リングマットに突き刺して自分のパワーを伝えたりと様々な応用の効く小道具。
コルバートの丘
頭に付いた鎖でマットを針のように伸ばし、相手を突き刺す。
イグアスロック
相手の右側に位置して両足で相手の足を固め、手でおもいっきり折る。

## プロフィール
- 分類 - 悪行超人 / 正義超人
- 出身地 -  ブラジル[1]
- 身長体重 - 213cm 148kg[1]
- 超人強度 - 118万パワー[1]
- 年齢 - 15歳〜[8]
- 家族 - 両親（故人）

### 異名
- 関節技（サブミッション）アーティスト[9]
- 暗黒の主（ロード・オブ・ダークネス）[10]
- 多重人格（マルチプル）超人[11]
- 関節技地獄[12]

## コンピュータゲーム
『キン肉マン ジェネレーションズ』シリーズでは、「関節技アーティスト」「暗黒の主」の2タイプに分かれて登場する。タッグチームを組むキャラクターによっては特定のチーム名が付けられる。以下にそれを示す。
はぐれd.M.pコンビ - ケビンマスク、チェック・メイト、スカーフェイス